# Paris-Deklaration über die Wirksamkeit der Entwicklungszusammenarbeit
Die Paris-Deklaration über die Wirksamkeit der Entwicklungszusammenarbeit (en: Paris Declaration on Aid Effectiveness) ist ein internationales Konsenspapier, das am 2. März 2005 in Paris verabschiedet wurde. Es ist auch maßgeblich aus dem Folgeprozess des Monterrey Consensus heraus entstanden, fasst neuere Entwicklungen und Erkenntnisse zusammen und legt wesentliche Grundvoraussetzungen für eine effektive Entwicklungszusammenarbeit fest.

## Eckpunkte
- Ownership: Die Partnerländer haben die Federführung und Verantwortung bei jedem Entwicklungsprozess.
- Alignment: Anstatt Parallelinstitutionen zu etablieren, werden partnereigene Einrichtungen oder Institutionen im Prozess genutzt oder unterstützt.
- Harmonisierung: Unterschiedliche Institutionen koordinieren ihre Bemühungen.
- Ergebnisorientierung: Die Erklärung formuliert zwölf Fortschrittsindikatoren und bestimmt konkrete Zielvorgaben für das Jahr 2010. Der Fokus liegt auf dem Ergebnis der Entwicklungszusammenarbeit, und die festgelegten Ziele ermöglichen dabei eine standpunktunabhängige Beurteilung.
- Gegenseitige Rechenschaftspflicht: Geber- und Nehmerländer informieren sich über ihre Bilanz und führen gegenseitige Bewertungen durch.